# Owlboy
Owlboy est un jeu vidéo de plates-formes développé et édité par D-Pad Studio, sorti en 2016 sur Windows, Mac, Linux et Nintendo Switch.

## Accueil
- Canard PC : 9/10[1]